# Kanton Limoges-7
Der Kanton Limoges-7 ist seit 2015 ein französischer Wahlkreis im Arrondissement Limoges, im Département Haute-Vienne und in der Region Nouvelle-Aquitaine.
Der Kanton besteht aus dem südöstlichen Teil der Stadt Limoges mit insgesamt 13.498 Einwohnern (Stand: 2022):